# ジョージ・コヴェントリー (第7代コヴェントリー伯爵)
第7代コヴェントリー伯爵ジョージ・ウィリアム・コヴェントリー（英語: George William Coventry, 7th Earl of Coventry、1758年4月25日 – 1831年3月26日）は、イギリスの貴族、政治家。トーリー党所属。

## 生涯

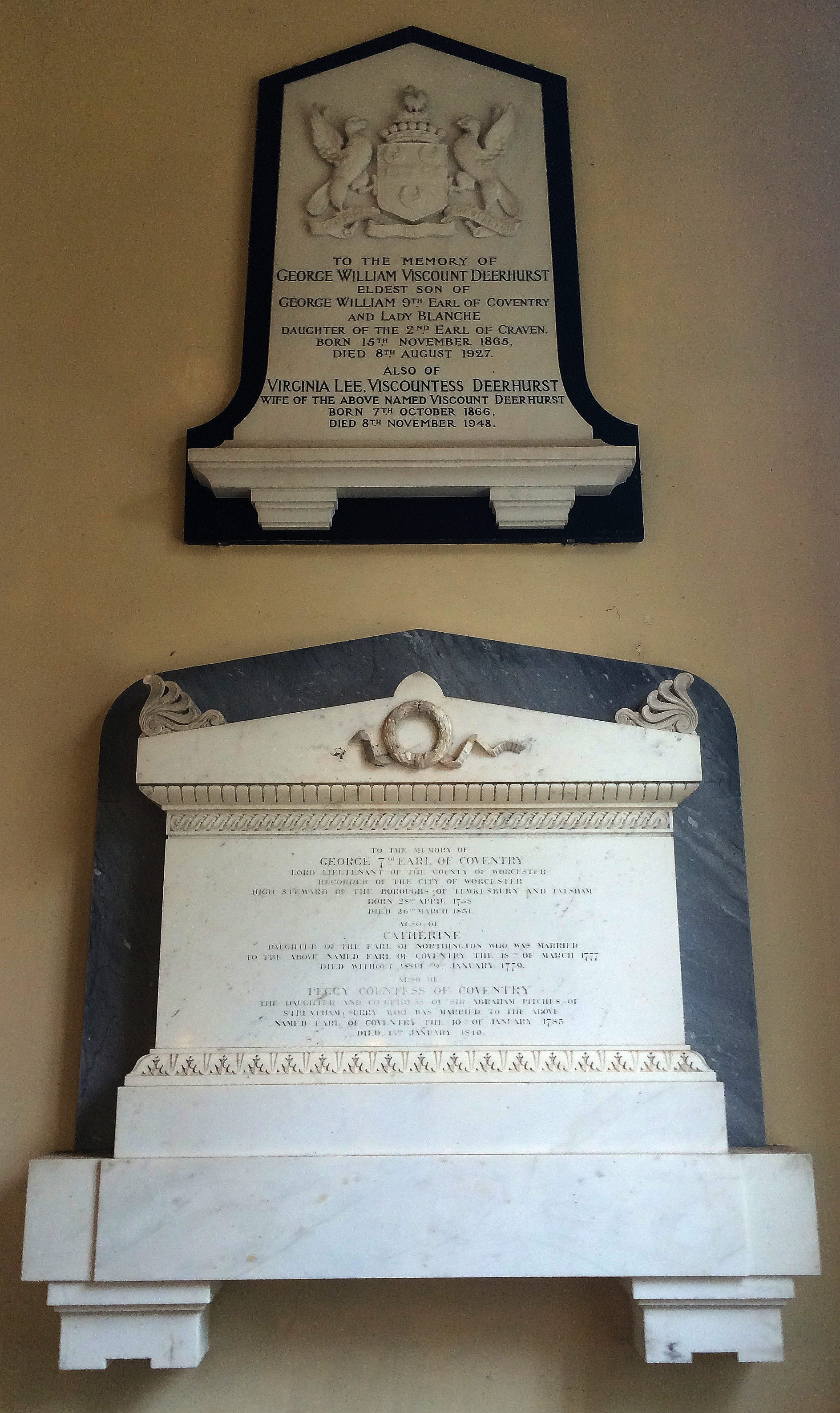
クルーム・コートの教会にある、第7代コヴェントリー伯爵の記念牌（下）。2015年撮影。

第6代コヴェントリー伯爵ジョージ・ウィリアム・コヴェントリーと1人目の妻マリア（Maria、旧姓ガニング（Gunning）、1732年8月15日洗礼 – 1760年9月30日、ジョン・ガニングの娘）の息子として、1758年4月25日に生まれた。1776年1月5日、オックスフォード大学クライスト・チャーチに入学した。同1776年にエンサイン（歩兵少尉）として第64歩兵連隊に入隊、1777年1月21日に第17軽竜騎兵連隊の中尉に昇進した。ホレス・ウォルポールによれば、浪費癖があったため父に遺産継承から排除されたという。
1808年11月23日から1831年に死去するまでウスターシャー統監を務めた。1809年9月3日に父が死去すると、コヴェントリー伯爵位を継承した。『ザ・ジェントルマンズ・マガジン』によれば、父が死去した時点で落馬事故により長年の間全盲になっていた。
貴族院ではトーリー党に所属し、1820年にジョージ4世妃キャロライン・オブ・ブランズウィックへの痛みと罰法案に賛成票を投じた。
1831年3月26日にピカデリーのコヴェントリー・ハウス（Coventry House）で死去、息子ジョージ・ウィリアムが爵位を継承した。

## 家族
1777年3月18日、キャサリン・ヘンリー（Catherine Henley、1779年3月9日没、初代ノーティントン伯爵ロバート・ヘンリーの娘）と結婚したが、キャサリンは1779年に産褥死した。2人の間に子供はいなかった。
1783年1月10日、ペギー・ピッチェス（Peggy Pitches、1759年ごろ – 1840年1月15日、サー・エイブラハム・ピッチェスの娘）と再婚、4男5女をもうけた。
- ジョージ・ウィリアム（1784年10月16日 – 1843年5月15日） - 第8代コヴェントリー伯爵[1]
- ジョン（1789年6月30日 – 1852年5月24日[6]）
- トマス・ヘンリー（1792年9月18日 – 1869年8月20日） - 生涯未婚[6]
- ウィリアム・ジェームズ（1797年1月1日 – 1877年3月11日） - 1821年7月26日、メアリー・ラング（Mary Laing、1892年12月29日没、ジェームズ・ラングの娘）と結婚、子供あり[6]
- オーガスタ・マリア（1865年11月1日没） - 1806年5月16日、サー・ウィロビー・コットン（英語版）（1860年5月4日没）と結婚[6]
- ジョージアナ・キャサリン（1858年11月30日没） - 1807年2月17日、M・W・バーンズ（M. W. Barnes）と結婚[6]
- ジェーン・エミリー（1879年2月15日没） - 1828年6月3日、ジェームズ・ゴディング（James Goding）と結婚[6]
- バーバラ（1838年9月4日没） - 1818年7月23日、アレクサンダー・チャールズ・クロフォード（Alexander Charles Craufurd、1838年3月12日没、第2代準男爵サー・ジェームズ・グレガン＝クロフォードの息子）と結婚、子供なし[6]
- ソフィア・キャサリン（1875年3月29日没） - 1821年、第8代準男爵サー・ロジャー・グレスリー（英語版）（1837年没）と結婚。1839年7月16日、第3代準男爵サー・ヘンリー・ド・ヴーと再婚[6]